# 今よりもっと
「今よりもっと」（いまよりもっと）は、大矢梨華子の2枚目のDEMO CD。2019年8月12日に東京・渋谷にあるライブハウスShibuya eggmanにて、ライブ会場限定で発売開始された。

## 概要
大矢梨華子ソロとしての2曲目の楽曲である。「今の環境をいつか見返して、ファンと輝いた夢を作っていきたい」という思いで制作された。カラージャケット版が売切れたため、12月25日からモノクロジャケットの通常版の販売が開始された。また、2020年5月23日からは各社音楽配信サービスでの配信も開始した。

## リリース日一覧
| 地域 | リリース日     | レーベル                 | 規格                           | カタログ番号 |
| ---- | -------------- | ------------------------ | ------------------------------ | ------------ |
| 日本 | 2019年8月12日  | レプロエンタテインメント | demo CD (カラージャケット盤)   |              |
| 日本 | 2019年9月18日  | レプロエンタテインメント | demo CD + ZINE                 |              |
| 日本 | 2019年12月25日 | レプロエンタテインメント | demo CD (モノクロジャケット盤) |              |
| 日本 | 2020年5月23日  | レプロエンタテインメント | 音楽配信                       |              |

## 収録曲
| #         | タイトル         | 作詞・作曲        | 補詞       | 時間 |
| --------- | ---------------- | ----------------- | ---------- | ---- |
| 1.        | 「今よりもっと」 | 渡邊直人 (Amelie) | 大矢梨華子 | 2:42 |
| 合計時間: | 合計時間:        | 合計時間:         | 合計時間:  | 2:42 |

## 関連イベント
- 2019年1月20日、ソロ活動2回目の対バンライブとなる「青山RizM 2nd ANNIVERSARY presents infinitude sound theater vol.4」にて初披露[3]。
- 2019年8月12日、Girl’sUP!!! vol.280 〜SUMMER SPESIAL〜(Shibuya eggman)にてdemo CD『今よりもっと (カラージャケット盤)』の販売を開始。
- 2019年9月17日、大矢梨華子×SHIBUYA TSUTAYA 2ndZINE発売決定！記念トークショーが浅草九スタにて開催。 ゲストにアートディレターのまえたさほを迎えてクロストークショーが行われたほか、アコースティックミニライブとサイン会も行われた[4]。
- 2019年9月21日、大矢梨華子×SHIBUYA TSUTAYA 2ndZINE発売決定！記念サイン会がSHIBUYA TSUTAYA 6F BOOKフロアにて開催[4]。
- 2019年12月25日、チカマツから「はじめまして大矢梨華子です！」Vol.6 christmas special(下北沢近松)にてdemo CD『今よりもっと (モノクロジャケット盤)』の販売を開始。
- 2020年5月6日、『今よりもっと』が含まれたミニアルバム『はじめてのワンマンライブできました』が同日に設立されたファンクラブにて期間限定で発売された[5]。
- 2020年5月23日、iTunes、Spotify、Apple Music、LINE MUSIC、Amazon Musicなどの音楽配信サービスでデジタル配信を開始[2]。